# Blattvögel
Die Blattvögel (Chloropsis) sind die einzige Gattung in der gleichnamigen Familie der Blattvögel (Chloropseidae) innerhalb der Ordnung der Sperlingsvögel (Passeriformes). Die Gattung umfasst zwölf Arten. Blattvögel wurden früher zusammen mit den Ioras (Aegithinidae) und den Feenvögeln (Irenidae) in die Familie Irenidae eingeordnet.
Blattvögel sind von Südasien bis nach Südostasien verbreitet und bewohnen in kleinen Gruppen die oberen Regionen der Bäume in tropischen Wäldern oder in Bergwäldern in einer Höhe bis zu 1300 Meter. Am Boden sind sie selten anzutreffen. Ihre Beine sind im Verhältnis zum Körper relativ kurz und der Schnabel lang. Sie besitzen ein langes, grünes, dichtes Federkleid; jedoch sind die Weibchen schlichter gefärbt. Die Männchen haben auf den Flügeln und am Kopfbereich blaue, rote oder gelbe Farbflecke. Ihre Nahrung besteht aus Insekten, Früchten, Beeren, Pollen und Nektar.
Sie verfügen über eine große Bandbreite an Tönen, die sie ausdauernd vorbringen, und können die Stimmen anderer Arten imitieren. Ihre Gefiederfarbe und die Sangeskunst machen sie zu beliebten Käfigvögeln in ihren Heimatländern.
Javablattvogel und Blaflügel-Blattvogel wurden und werden teilweise als eine Art zusammengefasst. In diesem Fall hat der Javablattvogel Vorrang, da er zuerst beschrieben wurde.

## Arten
Folgende Arten werden abgegrenzt:
- Chloropsis
  - Blaubart-Blattvogel (Chloropsis cyanopogon)
  - Blauflügel-Blattvogel (Chloropsis moluccensis)
  - Javablattvogel (Chloropsis cochinchinensis)
  - Blaustirn-Blattvogel (Chloropsis venusta)
  - Dickschnabel-Blattvogel (Chloropsis sonnerati)
  - Goldstirn-Blattvogel (Chloropsis aurifrons)
  - Kinabalublattvogel (Chloropsis kinabaluensis)
  - Jerdonblattvogel (Chloropsis jerdoni)
  - Orangebauch-Blattvogel (Chloropsis hardwickii)
  - Palawanblattvogel (Chloropsis palawanensis)
  - Philippinenblattvogel (Chloropsis flavipennis)
  - Sumatrablattvogel (Chloropsis media)